# Norsk skovkat
 Der er for få eller ingen kildehenvisninger i denne artikel, hvilket er et problem. Du kan hjælpe ved at angive troværdige kilder til de påstande, som fremføres i artiklen.

Den norske skovkat er en variant af den almindelige huskat, også kaldet europæisk korthårskat. Den stammer, som navnet siger, fra Norge. Den norske skovkat har en tyk busket hale, og – om vinteren – en pelskrave. Pelsen består af en ulden underpels dækket af lange vandskyende, skinnende dækhår. Dens poter er væsentlig bredere end normale kattes, hvilket blandt andet gør, at poterne kan fungere som en form for snesko. I det hele taget er katten kraftigt bygget med muskuløse ben. Den norske skovkat er glad for vand. Den findes i de samme farver som den almindelige huskat. Katteracen er blevet populær i Danmark de seneste år.

## Udseende
Skovkatten er en af de katteracer der opviser størst kønsdimorfi (størrelsesforskel på hanner og hunner). Hunkattene er ofte elegante med en fuldt udvokset vægt på 3,5 – 4,5 kg, hvorimod fuldvoksne hanner i reglen ligger på mellem 5,5 og 7,0 kg. Kastrerede eller steriliserede katte bliver normalt en smule større og lidt "tykkere" end de fertile racefæller. Norske skovkatte er de 2. største katte, kun Maine Coon racen er større.
Tabby er kattegenetikkens betegnelse for det, vi andre ville kalde pelsmønster. Norske skovkatte findes i fire forskellige tabbymønstre:
1. En plettet kat
2. En stribet kat.
3. En kat med et marmoreret- eller ringeformet pelsmønster.
4. En kat med striber på benene og i hovedet, resten af kroppen er ensfarvet.

Disse mønstre forenes med forskellige farvekombinationer. En del Norske skovkatte har "ørehår", der stritter ud for enden af ørerspidserne, hvad får katten til at ligne en los lidt.
Skovkattens drægtighed er meget variabel. Alt mellem 61 og 67 dage er normalt. Killingerne vejer normalt ca 100g ved fødslen. Der findes dog hunkatte der føder meget store killinger på 130g eller mere. I denne alder er der stor forskel på killingernes vægt. Hankillingerne vokser fra deres søstre tidligt.
Skovkatten er en stor, stærk og muskuløs kat, med en lang og smidig krop. Der er en biologisk lovmæssighed der siger, at dyr der tilhører samme art, er små og tynde mod syd i udbredelsesområdet, hvor det er varmt og store og kraftige mod nord i deres udbredelsesområde. Årsagen til dette er, at større dyr reducerer varmetabet, idet overfladearealet er mindre set i forhold til kattens volumen.
Hos skovkatten har både hanner og hunner et bredt brystparti og stor afstand mellem forbenene. Når de store poter spredes, kan man se de lange tæer og de ekstra-lange kløer. Benene er høje og stærke. Fordelen ved dette er, at maven ikke konstant afkøles, fordi den slæbes gennem sneen. Desuden er bagbenene længere end forbene og det forklarer den karakteristiske kombination af løb og lange spring, som skovkatten er kendt for. Kroppen er meget muskuløs og specielt er lårmusklerne store og stærke, den er en fremragende klatrer.

## Temperament
Denne kat er mindre frygtsom end andre katte, den vil kunne trives med hunde og er børnevenlig.
Den minder meget om en hund i sit aktivitetsniveau og kan blive meget personlig med sin ejer. Den er ofte "snakkende". Det er en meget selvstændig kat, men også meget aktiv og dermed legesyg og kontaktsøgende. Sammenlignet med andre almindelige huskatte, er skovkatten god at vælge, hvis man vil have en "putte-kat", der ikke river. Den kræver dog tid og opmærksomhed for at trives bedst. Den er en meget intelligent kat man vil kunne lære den nemme kommandoer.